# 马萨诸塞奇迹
马萨诸塞奇迹是指美国马萨诸塞州在20世纪80年代大部分时间里的经济增长时期。在此之前，国家去工业化，导致失业，受到沉重打击。在这一奇迹中，失业率从1975年的超过12%下降到不到3%，同时还伴随着减税和个人收入的大幅增长。

## 最初的增长
这种增长主要集中在金融服务和高科技产业（通常由哈佛大学和麻省理工学院的技术驱动），以及波士顿内部和128号公路沿线的郊区。随着128号公路沿线高科技产业的扩张，这条路用作该地区科技经济的昵称，就像硅谷一样。
与奇迹相关的企業包括迪吉多公司、数据通用公司、王安电脑、Prime计算机公司、莲花软件公司、阿波罗计算机公司。
麦可·杜卡基斯在此期间担任马萨诸塞州州长，并在1988年竞选美国总统时试图将这个“奇迹”归功于自己。

## 20世纪90年代初的经济衰退
在20世纪90年代早期，像大多数东北部地区一样，马萨诸塞州受到90年代早期经济衰退的影响比整个国家都要严重得多，到1992年夏天，失业率接近9%。然而，得益于上世纪90年代的全国科技热潮，马萨诸塞州比东北部其他地区更快地从经济衰退中恢复过来，到90年代末，失业率再次降至3%以下。